# Неизвестная по имени дочь Ариарата IV
Неизвестная по имени дочь Ариарата IV (II век до н. э.) — одна из дочерей царя Каппадокии Ариарата IV; её имя в исторических источниках не называется.
В браке царя Каппадокии Ариарата IV и его жены Антиохиды родилось несколько детей. Имени одной из их дочерей в большинстве античных источников не сообщается: о ней известно из «Всеобщей истории» Полибия. Вступивший на престол в 163 году до н. э. Ариарат V направил в Антиохию посольство к опекуну юного Антиоха V Лисию с просьбой выдать останки своих матери и сестры. По предположению российского антиковеда О. Л. Габелко, их убийство было осуществлено, видимо, из-за интриг этого самого могущественного селевкидского царедворца. Хотя и возмущённый произошедшим злодеянием, Ариарат повелел своим дипломатам воздерживаться от расспросов, чтобы не потерпеть неудачу в ходатайстве. По замечанию Л.-М. Гюнтер, возможно, дочь Ариарата IV была ранее выдана замуж за молодого селевкидского царя. Останки женщин были доставлены в Мазаку и там торжественно похоронены возле гробницы Ариарата IV.